# Connettore blind mate
Un connettore blind mate, letteralmente connettore ad accoppiamento cieco, si differenzia dagli altri tipi di connettori per l'azione di accoppiamento che avviene tramite un'azione di scorrimento o scatto che può essere eseguita senza chiavi per avvitare o altri strumenti. Questi connettori presentano caratteristiche di autoallineamento che consentono l'accoppiamento anche quando è presente un piccolo disallineamento.

## Utilizzo
I connettori blind mate elettrici forniscono alimentazione o segnale e si distinguono da altri connettori in quanto non presentano un meccanismo di tenuta meccanica rigida appartenente all'interfaccia stessa, come un dado di accoppiamento filettato su un connettore SMA. Vengono tipicamente utilizzati in una disposizione multipin tra cremagliere e pannelli, per l'applicazione di schede di espansione a un backplane, o in applicazioni simili in cui il connettore non è accoppiato da solo, ma piuttosto mediante l'inserimento dell'intera unità o modulo.

## Tipi

### RF
Generalmente, i connettori RF blind mate sono destinati ad essere utilizzati senza chiavi per avvitare o altri strumenti, ma possono essere confezionati in una configurazione multiporta che include hardware di montaggio o possono essere forniti come supplemento in un connettore circolare come un MIL-DTL-38999. Alcuni esempi di interfacce RF blind mate RF includono BMA (OSP), BMMA (OSSP), SMP, SMPM, SMPS e connettori Planar Crown.
Alcuni particolari connettori RF blind mate  presentano un fermo o un sottosquadro per consentire l'inserimento del connettore di accoppiamento, migliorando la tenuta. Questi tipi particolari, in genere, vengono utilizzati quando l'accoppiamento è dato dal connettore di un cavo e, per il disaccoppiamento, potrebbe essere necessaria una forza significativa rispetto a quella che normalmente disaccoppierebbe la connessione.
Altre configurazioni presentano un foro liscio in cui l'accoppiamento si ottiene semplicemente mediante scorrimento per la connessione. Queste soluzioni si trovano più comunemente nelle connessioni scheda-scheda, dove l'accoppiamento avviene mediante un adattatore "bullet" femmina-femmina e non è necessaria una forza significativa per disaccoppiare la connessione.

### Ottici
Anche i segnali ottici possono essere connessi usando connettori blind mate che forniscono la capacità di connettere la fibra ottica su una scheda plug-in a un backplane ottico o tramite un midplane ottico.